# Referendum na Slovensku 2010
Referendum na Slovensku 2010 proběhlo 18. září 2010. Účast byla 22,84% a referendum bylo prohlášeno za neplatné pro malou účast.  Referendum vyhlásil prezident Ivan Gašparovič na základě petiční akce, pod kterou bylo 368 000 platných podpisů občanů (z celkových 401 126 podpisů). Petiční akce začala jako občanská aktivita společně se založením politické strany SaS.

## Otázky
1. "Souhlasíte s tím, aby Národní rada Slovenské republiky zákonem zrušila povinnost fyzických osob a právnických osob platit úhradu za služby veřejnosti poskytované Slovenskou televizí a Slovenským rozhlasem?" (87,24% hlasovalo ANO, 9,02% hlasovalo NE)
2. "Souhlasíte s tím, aby Národní rada Slovenské republiky zákonem rozšířila možnost projednat jednání poslance Národní rady Slovenské republiky jako přestupek na všechny přestupky podle zákona o přestupcích?" (95,40% hlasovalo ANO, 1,73% hlasovalo NE)
3. "Souhlasíte s tím, aby Národní rada Slovenské republiky ústavním zákonem snížila počet poslanců Národní rady Slovenské republiky na 100 s účinností od následujícího volebního období?" (92,76% hlasovalo ANO, 3,85% hlasovalo NE)
4. "Souhlasíte s tím, aby Národní rada Slovenské republiky zákonem stanovila, že orgány veřejné moci mohou pořizovat osobní motorová vozidla s pořizovací cenou maximálně 40 tisíc eur?" (88,84% hlasovalo ANO, 6,16% hlasovalo NE)
5. "Souhlasíte s tím, aby Národní rada Slovenské republiky stanovila možnost volit poslance Národní rady Slovenské republiky a poslanců Evropského parlamentu prostřednictvím internetu?" (70,46% hlasovalo ANO, 22,22% hlasovalo NE)
6. "Souhlasíte s tím, aby Národní rada Slovenské republiky zákonem vyňala osoby pověřené výkonem veřejné moci z možnosti uplatnit právo na odpověď podle tiskového zákona?" (74,93% hlasovalo ANO, 13,44% hlasovalo NE)

## Výsledky
|                             | Počet hlasů pro | %      | Počet hlasů proti | %      |
| --------------------------- | --------------- | ------ | ----------------- | ------ |
| otázka 1                    | 870 864         | 87,24% | 90 058            | 9,02%  |
| otázka 2                    | 952 281         | 95,40% | 17 333            | 1,73%  |
| otázka 3                    | 925 888         | 92,76% | 38 450            | 3,85%  |
| otázka 4                    | 886 767         | 88,84% | 61 532            | 6,16%  |
| otázka 5                    | 703 336         | 70,46% | 221 847           | 22,22% |
| otázka 6                    | 747 983         | 74,93% | 134 163           | 13,44% |
| Dohromady: 998 142 (22,84%) |                 |        |                   |        |